# تپه احمدآباد۲
تپه احمدآباد۲ مربوط به سده‌های اولیه و میانه دوران‌های تاریخی پس از اسلام است و در شهرستان اسفراین، بخش بام وصفی آباد، دهستان منگلی پایین، روستای منگلی پایین واقع شده و این اثر در تاریخ ۷ اسفند ۱۳۸۶ با شمارهٔ ثبت ۲۱۳۲۵ به‌عنوان یکی از آثار ملی ایران به ثبت رسیده است.